# Nikola Jorgić
Nikola Jorgić je bosanski Srbin koji je bio vođa srpske paravojske u okolici Doboja tijekom rata u Bosni. Od 1969. do 1992., živio je u Njemačkoj, kada je otišao u Bosnu kako bi se uključio u rat. Nakon zločina, vraćao se u Njemačku, u Bochum, kako bi posjetio svoju suprugu i dijete, no uhićen je na zračnoj luci Düsseldorfu zbog sumnje na sudjelovanje u pokolju u Doboju.
Vrhovni sud Düsseldorfa je u presudi protiv Nikole Jorgića 1997. zaključio da su ti zločini bili čin genocida. Bila je to prva presuda za sudjelovanje u Bosnanskom genocidu.
Jorgić je osuđen da je u Grapskoj ubio 22 mještana - žene, starije osobe i invalide - koji su se prestrašeni ratnim razaranjem skupili na otvorenom. Tri zarobljena Bošnjaka su morala odvesti leševe u masovnu grobnicu. U Ševarliju je s paravojnom postrojbom zarobio 40 do 50 mještana te ih mučio a šestero je samovoljno smaknuo, dok je sedma žrtva preminula kada je je zapaljena u štali zajedno sa šest leševa. Jorgić je također kasnije ubio zarobljenika u zatvoru kada mu je stavio limenu kantu na glavu te ga tako brutalno lupio s drvenom palicom da je ovaj na mjestu preminuo. Dobio je četverostruku doživotnu zatvorsku kaznu. Europski sud za ljudska prava odbio je 2007. njegovu žalbu na presudu.